# Dohna
Dohna è una città di 6 249 abitanti della Sassonia, in Germania.
Appartiene al circondario della Svizzera Sassone-Monti Metalliferi Orientali (targa PIR) ed è parte della comunità amministrativa (Verwaltungsgemeinschaft) di Dohna-Müglitztal.